# アンドリュー郡 (ミズーリ州)

アンドリュー郡の位置

アンドリュー郡(Andrew County)は、アメリカ合衆国ミズーリ州にある郡である。2000年現在の国勢調査では人口16,492人で、郡庁所在地はサバンナ (Savannah)である。
郡は1841年に組織されて、弁護士であったアンドリュー・ジャクソン・デービスに因んで名づけられた。隣接しているブキャナン郡とデカルブ郡、そしてカンザス州のドニファン郡を含めて聖ジョセフ・ミズーリ大都市圏（en:St. Joseph, Missouri Metropolitan Area）を構成している。現在は第12ミズーリ州上院地区 (代表ブラッド・ラガーen:Brad Lager) に属しており、並びに第28ミズーリ州下院地区 (代表ロバート・シャーフen:Robert Schaaf) に属している。

## 地理
アメリカ合衆国統計局によると、この郡は総面積1,131 km2 (436 mi2) である。このうち1,127 km2 (435 mi2) が陸地で、3 km2 (1 mi2) が水地域である。総面積の0.30%が水地域となっている。

### 隣接郡
- ノダウェイ郡（北）
- ジェントリー郡（北東）
- デカルブ郡（東）
- ブキャナン郡（南）
- ドニファン郡 (カンザス州)（南西）
- ホルト郡（西）

### 主な幹線道路
- 州間高速道路29号線
- 州間高速道路229号線
- 国道59号線
- 国道71号線
- 国道169号線
- ミズーリ州道48号線

## 人口動静

アンドリュー郡の人口ピラミッド

2000年現在の国勢調査で、この郡は人口16,492人、6,273世帯、及び4,635家族が暮らしている。人口密度は15/km2 (38/mi2) である。6/km2 (15/mi2) の平均的な密度に6,662軒の住居が建っている。この郡の人種的構成は白人98.38%、アフリカン・アメリカン0.42%、先住民0.34%、アジア系0.22%、太平洋諸島系0.01%、その他の人種0.18%、及び混血0.45%である。人口の0.84%がヒスパニックまたはラテン系である。
6,273世帯のうち、34.50%が18歳未満の子供と一緒に生活しており、62.70%は夫婦で生活している。7.40%は未婚の女性が世帯主であり、26.10%は家族以外の住人と同居している。22.30%は独身の居住者が住んでおり、10.50%は65歳以上で独居である。1世帯の平均人数は2.59人であり、家庭の場合は3.03人である。
この郡内の住民は26.40%が18歳未満の未成年、18歳以上24歳以下が7.90%、25歳以上44歳以下が27.60%、45歳以上64歳以下が23.70%、及び65歳以上が14.40%にわたっている。中央値年齢は38歳である。女性100人ごとに対して男性は95.00人いて、18歳以上の女性100人ごとに対して男性は93.00人いる。
この郡の世帯ごとの平均的な収入は40,688米ドルであり、家族ごとの平均的な収入は46,067米ドルである。男性は32,955米ドルに対して女性は22,586米ドルの平均的な収入がある。この郡の一人当たりの収入 (per capita income) は19,375米ドルである。人口の8.20%及び家族の6.40%は貧困線以下である。全人口のうち18歳未満の10.50%及び65歳以上の8.00%は貧困線以下の生活を送っている。

## 都市及び町
都市
- ボルコー（en:Bolckow, Missouri）
- フィルモア（en:Fillmore, Missouri）
- レア（en:Rea, Missouri）
- ロゼンデール（en:Rosendale, Missouri）
- サバンナ（en:Savannah, Missouri）

村
- アマゾニア（en:Amazonia, Missouri）
- コスビー（en:Cosby, Missouri）
- カントリークラブ（en:Country Club, Missouri）

その他
- ヘレナ（en:Helena, Missouri）
- ノダウェイ（en:Nodaway, Missouri）

## 郡区
アンドリュー郡は10の郡区に分かれている。
- ベントン（Benton）
- クレイ（Clay）
- エンパイア（Empire）
- ジャクソン（Jackson）
- ジェファーソン（Jefferson）
- リンカーン（Lincoln）
- モンロー（Monroe）
- ノダウェイ（Nodaway）
- プラット（Platte）
- ロチェスター（Rochester）